# 梅田直樹
梅田 直樹（うめだ なおき、1982年10月31日 - ）は、日本の元俳優、タレント、モデルである。東京都江戸川区出身。

## 経歴

### モデル
バラエティ番組『学校へ行こう!』にセンターGUYとして出演。その後、ファッション雑誌『Men's egg』のセンターGUY募集の記事を見て応募。イベントに参加していたところを、編集部スタッフに声をかけられて、2004年から同誌の読者モデルとして登場するようになった。2011年に、「もっと広い世界が見たい」という理由で、同年5月号をもって同誌を卒業した。

### 音楽
2009年11月21日に出席したイベントで、歌手デビューを発表。2010年1月20日、『Men's egg』モデルのJOYを客演に迎えたシングル「BE WITH YOU」でブランニューミュージックより、歌手デビューを果たした。

### 芸能
人気モデルとして、また同じく人気モデルである益若つばさの夫として、妻を支え家事育児を担うイクメンとして、メディアに紹介されたり、バラエティ番組への出演や俳優活動などもつづけてきたが、2013年1月14日付けの公式ブログにて、芸能活動から引退することを発表した。

## 私生活
2007年12月25日に『Popteen』のモデル益若つばさと結婚。結婚式の模様は、『Popteen』2008年2月号で紹介され、雑誌は過去最大の売上を記録した。2008年4月に第1子となる男児が誕生。2011年10月からは別居、2013年1月14日に離婚を発表。2020年1月時点では家族の仕事を手伝い、息子とも連絡を取り合っているとのこと。
ファンとのコミュニケーションをとるため、ユーキャンで手話を勉強する。現在も友人に習いながら、手話の勉強を続ける。

## 出演

### 雑誌
- 大洋図書 Men's egg（2004年 - 2011年）専属レギュラー
- 大洋図書「egg」
- 大洋図書「VANQUISH Premium Book」
- 角川マーケティング「月刊ザテレビジョン」
- 角川春樹事務所「Popsister」
- 角川春樹事務所「Popteen」（※表紙結婚発売号41万部完売）
- 朝日新聞出版「AERA」
- 日経BPマーケティング「日経トレンディ」
- 主婦の友社「Como」
- エンターブレイン「ファミ通Boot leg！」
- 双葉社「EDGE❤S」
- 光文社「女性自身」
- 風讃社「たまひよこっこクラブ」
- 祥伝社「nina’s」
- セブン＆アイ出版「saita」

### テレビ番組
- TBS「学校へ行こう！」
- TBS「世界バリバリバリュー」
- TBS「おもろゲ動画SHOW投稿！1000000000ビュー」
- TBS「王様のブランチ」
- TBS「ひみつの嵐ちゃん」
- TBS「買物大図鑑」
- MBS「痛快！明石家電視台」
- NTV「踊る!さんま御殿!!」
- NTV「DON！」
- NTV「PON！」
- NTV「オススメッ」
- NTV「世界！弾丸トラベラー」
- NTV「天才！志村どうぶつ園」
- NTV「おしゃれイズム」
- NTV「しゃべくり007」
- NTV「魔女たちの22時」
- CX「ゴレンタン」
- CX「その顔が見てみたい」
- CX「衝撃！三世代比較TVジェネレーション天国」
- CX「スーパーニュース」
- CX「ウチくる!?」
- CX「イケタク」
- CX「はねるのトびら」
- CX「ミオパン」
- CX「人志松本のすべらない話　ザ・ゴールデン」
- テレビ朝日「お試しかっ!」
- TOKYO MX「東京読モ」
- 中京テレビ「純真旅行社ピュアベラー」
- CATV「MUSIC PARTY」
- SDT「静岡○ごとワイド！」

### WEB TV番組
- AmebaStudio[うめスタ]（2010年）
- NHKワンセグ2「ランチボックス」

### ラジオ番組
- TOKYO FM「よ・み・き・か・せ」
- JFN「News Delivery」
- FM FUJI「劇団ひとりGEKIDAN SAMBA CARNIVAL」
- FM OSAKA「Hello!」

### 舞台
- 東京俳優市場2011春「漂流日記」（笹塚ファクトリー、2011年）
- コカンセツ!〜再演〜（天王洲銀河劇場、2011年）

### イベント
- アリオ八尾店「アカチャンホンポ開店記念」イクメン子育てトークショー
- 映画「第9地区」プレミアム試写会
- mixi Xmas collection 2009
- Shibuya Girls Collection 2009
- ミス慶応×DHCイベント
- 映画「魔法にかけられて」試写会イベント
- コスモアースコンシャスアクトクリーン・キャンペーンin大阪
- 世界エイズデー啓発イベント（レッドリボン運動）
- 神戸コレクション

### その他
- Disney映画「プリンセスと魔法のキス」魔法大使（2010年3月〜）
- 朝日新聞夕刊（2009年11月21日）
- WWD JAPAN（表紙）
- EDWIN　ジーンズプロデュース＆デザイン、イメージモデル
- 株式会社エクスパンド　LOVE & PEACE MEN (香水）イメージモデル
- SHIBUYA109-②　イメージモデル
- SOUL☆FRANKY(アパレルブランド)イメージモデル、プロデュース＆デザイン
- フリュー フリュープリ機
- ヤーマン

## 書籍
- うめつば 結婚から出産まで（大洋図書、2008年5月13日）ISBN 978-4-8130-8004-6
- FAKE BUT REAL（大洋図書、2009年3月12日）ISBN 9784813080305
- 梅しゃん－6 〜いじめで奪われた6年間〜（大洋図書、2010年9月16日）ISBN 9784813021261
- にてる!（ワニブックス、2011年3月19日）

## ディスコグラフィ

### シングル
| #                                                     | 発売日        | 作品名                   | 最高順位 | 最高順位 | 最高順位 | 認定 | アルバム |
| #                                                     | 発売日        | 作品名                   | オリコン | Hot 100  | RIAJ DL  | 認定 | アルバム |
| ----------------------------------------------------- | ------------- | ------------------------ | -------- | -------- | -------- | ---- | -------- |
| 1st                                                   | 2010年1月20日 | BE WITH YOUfeaturing Joy | 92       | －       | －       |      | なし     |
| "—"はチャート圏外、チャート対象外の何れかを意味する。 |               |                          |          |          |          |      |          |

### 映像作品
| 年     | 情報                                                                  | オリコン 最高順位 | 認定 |
| ------ | --------------------------------------------------------------------- | ----------------- | ---- |
| 2010年 | 梅田直樹 笑顔のレシピ - 発売日:4月28日 - レーベル: スパイスビジュアル | －                |      |